# Teateråret 2020

## Årets uppsättningar
- 29 februari - Next to Normal - Uppsala Stadsteater med regi av Ronny Danielsson

## Avlidna

### Januari
- 17 januari – Rolf Allan Håkanson, 69, svensk scenograf
- 17 januari – Derek Fowlds, 82, brittisk skådespelare.
- 18 januari – Klas Jahnberg, 80, svensk skådespelare.
- 20 januari – Åke Jörnfalk, 87, svensk skådespelare.
- 25 januari  – Anne Kulle, 76, svensk skådespelare och regissör.

### Februari
- 9 februari – Juha Muje, 69, finländsk skådespelare.
- 9 februari – Margareta Hallin, 88, svensk operasångerska
- 12 februari – Søren Spanning, 68, dansk skådespelare.
- 17 februari – Percival, 88, svensk författare, tonsättare, konstnär och dramatiker.
- 24 februari – Olof Thunberg, 94, svensk skådespelare och regissör.

### Mars

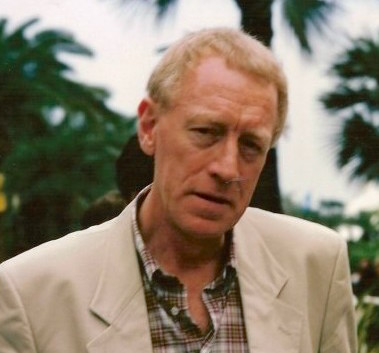
Den svensk-franske skådespelaren Max von Sydow avled 8 mars, 90 år gammal.

- 8 mars – Max von Sydow, 90, svensk-fransk skådespelare och regissör.
- 23 mars – Lars Billengren, 88, svensk operasångare.

### April
- 1 april – Yvonne Schaloske, 68, svensk skådespelare
- 2 april – Git Kraghe, 56, svensk skådespelare och sångerska.
- 4 april – Susanna Ramel, 100, svensk friherrinna, skådespelare, sångare och rörelseterapeut.
- 5 april – Honor Blackman, 94, brittisk skådespelare.
- 14 april – Kerstin Meyer, 92, svensk operasångerska
- 15 april – Brian Dennehy, 81, amerikansk skådespelare.
- 25 april – P.O. Enquist, 85, svensk författare.
- 28 april – Jill Gascoine, 83, brittisk skådespelare.

### Maj
- 2 maj – Jan-Olof Strandberg, 93, svensk skådespelare, regissör och teaterchef.
- 8 maj – Ritva Valkama, 87, finländsk skådespelare.
- 9 maj – Kristina Lugn, 71, svensk författare, poet, dramatiker och ledamot av Svenska Akademien.
- 9 maj – Lena Josefsson, 63, svensk koreograf och dansare.
- 12 maj – Michel Piccoli, 94, fransk skådespelare.
- 14 maj – Berith Bohm, 87, svensk operettsångerska och skådespelare.
- 17 maj – Claes-Håkan Westergren, 84, svensk skådespelare.
- 19 maj – Malin Gjörup, 56, svensk operasångerska, skådespelare och operachef.
- 30 maj – Michael Angelis, 68, brittisk skådespelare och röstskådespelare.
- 31 maj – Carina Boberg, 68, svensk skådespelare.

### Juni
- 1 juni – Inga Edwards, 82, svensk skådespelare.
- 7 juni – Edith Thallaug, 90, norsk-svensk operasångerska
- 7 juni – Finn Poulsen, 76, dansk-svensk teaterregissör och teaterchef.
- 7 juni – Jean Bolinder, 84, svensk författare, dramatiker och regissör.
- 19 juni – Ian Holm, 88, brittisk skådespelare
- 24 juni – Gösta Ågren, 83, finländsk författare, poet, regissör och litteraturvetare.

### Juli
- 1 juli – Beate Grimsrud, 57, norsk författare och dramatiker.
- 3 juli – Earl Cameron, 102, brittisk skådespelare.
- 5 juli – Nick Cordero, 41, kanadensisk skådespelare.
- 17 juli – Zizi Jeanmaire, 96, fransk balettdansare.
- 23 juli – Hassan Brijany, 59, svensk skådespelare.
- 26 juli – Olivia de Havilland, 104, brittisk-amerikansk skådespelare.

### Augusti
- 9 augusti – Göran Forsmark, 65, svensk skådespelare
- 18 augusti – Ben Cross, 72, brittisk skådespelare
- 28 augusti – Chadwick Boseman, 43, amerikansk skådespelare.
- 10 september – Diana Rigg, 82, brittisk skådespelare.